# Neoconocephalus melanorhinus
Neoconocephalus melanorhinus är en insektsart som först beskrevs av Rehn, J.A.G. och Morgan Hebard 1907.  Neoconocephalus melanorhinus ingår i släktet Neoconocephalus och familjen vårtbitare. Inga underarter finns listade i Catalogue of Life.